# Облога Шартра (911)
Облога Шартра була одною з битв під час вторгнення вікінгів у Францію. У 911 році вікінг на ім'я Ролло взяв в облогу місто Шартр, яке попередньо було пограбоване та спалене вікінгами у 858 році. В результаті облоги вікінги зазнали поразки. Після переговорів з Карлом Простакуватим, Ролло отримав Нормандське герцогство в обмін на присягу королівству Західної Франкії. Вторгнення вікінгів у Францію почалися ще у 820 році нашої ери. Набіги були частими та спустошливими, декілька разів вікінги доходили до Парижу. Перед битвою під Шартром вікінги на чолі з Ролло здійснювали набіги на центральну Францію в 910 році, а до того у 876 році захопили Руан, що дозволило їм закріпитися у регіоні.

## Облога
Починаючи з 858 року місто Шартр не зазнавало прямих нападів. За 53 роки між облогами місто було фортифіковано трапецієподібними укріпленнями. У квітні або травні 911 року Ролло розпочав облогу міста після кампанії набігів на північ Франції. Вікінги атакували місто артилерією того часу, але не змогли досягти успіху до прибуття французької армії в липні того ж року.
Французька армія була очолена Річардом, герцогом Бургундії, і королем Робертом I, і складалася переважно з бургундців, аквітанців і французів. Річард атакував Ролло та його війська, і вони зустрілися в битві. Згідно з легендою, єпископ виніс Туніку Богородиці, святу реліквію, яку нібито носила Діва Марія, яка засліпила скандинавів і привела французів до перемоги. Насправді вуаль могла послужити відволікаючим фактором, який дозволив французам взяти гору над скандинавами. Французам вдалося оточити і захопити у полон більшу частину армії скандинавів, але Ролло зміг втекти з поля битви.
Через втечу Ролло набіги та окупація Руана вікінгами все ще тривали незважаючи на поразку у битві. Французи розпочали переговори з Ролло про припинення ворожнечі, що призвело до укладення договору Сен-Клер-сюр-Епт.
У 1618 році італійський художник Падованіно написав картину про цю подію. Зараз вона знаходиться у національній пінакотеці Брера.

## Договір Сен-Клер-сюр-Епт
Договір Сен-Клер-сюр-Епт був укладений між Ролло та Карлом Простакуватим, які особисто зустрілися, щоб обговорити умови. Ролло отримав у своє володіння землі навколо гирла річки Сени та місто Руан. Це ознаменувало створення Нормандського герцогства. В обмін на ці землі Ролло присягнув на вірність королівству Західної Франкії, був похрещений та пообіцяв захищати ці землі від набігів інших вікінгів.